# Filipe da Espanha (1792-1794)
Filipe Maria de Bourbon (Aranjuez, 28 de março de 1792 – Madrid, 1 de março de 1794) era filho do rei Carlos IV da Espanha, e da rainha Maria Luísa de Parma, era neto paterno de Carlos III da Espanha e Maria Amália da Saxônia, e por via materna de Filipe I, Duque de Parma e Luísa Isabel da França. Era irmão mais novo de Carlota Joaquina, rainha de Portugal, Fernando VII, rei da Espanha e Maria Isabel, rainha das Duas Sicílias.